# 415-й окремий стрілецький батальйон (Україна)
415-й окремий стрілецький батальйон (415 ОСБ) — військове формування Сухопутних військ Збройних сил України. Підпорядкований ОК «Схід».
Сформований у лютому 2023 року з мешканців переважно Запорізької області .

## Історія
Формування 415 окремого стрілецького батальйону обговорили на нараді з представниками ЗОВА та представниками центрів комплектування та соціальної підтримки Запорізької області . Відповідно до Наказу Головнокомандувача Збройних сил України Валерія Залужного та доручення Офісу Президента України, за якими окремі стрілецькі батальйони мають бути створені в усіх областях України. Батальйон було сформовано з мешканців Запорізької області .
У лютому 2023 року стало відомо, що військовослужбовці 415-го окремого стрілецького батальйону склали військову присягу. Згодом військовослужбовці мають бути направлені на навчання .
За словами заступника начальника Запорізької обласної військової адміністрації, обласна влада допомагає із забезпеченням батальйону всім необхіднім, зокрема, матеріально-технічною базою, щоби він у найкоротші строки став до виконання бойових завдань .
У середині березня 2023 року бійці батальйону проходили навчання з тактики та вогневої підготовки, відпрацьовували навчальні стрільби на одному з полігонів Запорізької області. За словами командира батальйону Іллі Лапіна, навчання бійців підрозділу триватиме до середини травня 2023 року, після чого вони будуть готові до виконання бойових завдань .
Брав участь в контрнаступі в Запорізькій області 

## Командування
- полковник, Лапін Ілля Євгенович (2023—2024) [6][7]

## Втрати
- липень 2023 — Поляков Володимир Вікторович. м. Харків. Командир стрілецького взводу. Загинув на позиції біля села Білої Гори на Донеччині [8]
- 10 червня 2024 — Коханівський Микола Миколайович («Буревій»). Загинув біля Вовчанська в окопі [9]